# 1887年逝世人物列表
1887年逝世人物列表：1月 - 2月 - 3月 - 4月 - 5月 - 6月 - 7月 - 8月 - 9月 - 10月 - 11月 - 12月
下面是1887年逝世的知名人士列表。

## 1月

### 1月12日
- 斯塔福德·諾斯科特，第一代伊德斯利伯爵，英國政治家

## 2月

### 2月19日
- 穆尔塔图里，荷蘭作家[1]

### 2月25日
- 傑西·費爾（Jesse W. Fell），美國商人和地主[2]

### 2月26日
- 阿南迪·戈帕爾·喬希，第一位印度女醫生

### 2月27日
- 亞歷山大·鮑羅丁，俄羅斯作曲家[3]

## 3月

### 3月4日
- 凱薩琳·哈金斯，英國演員、歌手、導演和經理

### 3月8日
- 亨利·沃德·比徹，美國神職人員、改革家

### 3月24日
- 讓-約瑟夫·法爾，法國將軍和政治家
- 賈斯汀·霍蘭德（Justin Holland），美國音樂家，民權活動家
- 伊万·克拉姆斯科伊，俄羅斯畫家

### 3月28日
- 迪特列夫·戈哈德·蒙拉德，丹麥政治家[4]

## 4月

### 4月10日
- 約翰·雷蒙德，美國演員

### 4月19日
- 亨利·霍茨，瑞士-美國同盟國宣傳員

### 4月23日
- 約翰·塞里奧格·休斯，威爾士詩人[5]

## 5月

### 5月7日
- C. F. W. Walther，德裔美國神學家

### 5月8日
- 亚历山大·乌里扬诺夫，俄國革命家，列寧的兄弟

### 5月14日
- 萊桑德·斯波納，美國哲學家和廢奴主義者

## 6月

### 6月4日
- 威廉·惠勒，美國第19任副總統

### 6月10日
- 理查·林登，英國橄欖球、印度橡膠充氣囊和黃銅手動泵的發明者

## 7月

### 7月8日
- 約翰·賴特·奧克斯，英國風景畫家

### 7月17日
- 多蘿西婭·迪克斯，美國社會活動家

### 7月25日
- 約翰·泰來，美國宗教領袖

## 8月

### 8月8日
- 亞歷山大·威廉·多尼潘，美國律師、士兵

### 8月16日
- 韋伯斯特·保爾森，英國土木工程師
- 朱利葉斯·馮·哈斯特爵士，德國出生的紐西蘭地質學家

### 8月19日
- 阿尔万·克拉克，美國望遠鏡製造商
- 斯賓塞·富勒頓·貝爾德，美國博物學家和博物館館長

### 8月20日
- 儒勒·拉福格，法國詩人[6]

## 9月

### 9月12日
- 奧古斯特·馮·韋爾德，普魯士將軍

## 10月

### 10月12日
- 黛娜·克雷克，英國小說家和詩人[7]

### 10月17日
- 古斯塔夫·基爾霍夫，德國物理學家

### 10月21日
- 伯納德·饒雷吉貝里，法國海軍上將、政治家

### 10月26日
- 雨果·馮·基希巴赫，普魯士將軍

### 10月31日
- 喬治·麥克法蘭爵士，英國作曲家和音樂學家

## 11月

### 11月2日
- 珍妮·林德，瑞典女高音歌唱家[8]
- 阿尔弗雷德·多梅特，紐西蘭第四任總理[9]

### 11月8日
- 霍利迪博士，美國賭徒，槍手[10]

### 11月19日
- 艾玛·拉撒路，美國詩人[11]

### 11月28日
- 古斯塔夫·费希纳，德國實驗心理學家

## 12月

### 12月5日
- 理查·萊昂斯，第一代里昂子爵，英國外交官

### 12月14日
- 威廉·加羅·萊特索姆，英國外交官、礦物學家和光譜學家

### 12月23日
- 阿道夫·弗雷德里克·亞歷山大·伍德福德，英國牧師

## 日期不詳
- 安托瓦內特·諾丁，瑞典香水企業家